# Torraccia (Abbadia Lariana)
La Torraccia, conosciuta anche come "La Torrazza" è una torre facente parte del Castello dell’Abbate sita nel comune di Abbadia Lariana e utilizzata per il controllo del territorio confinante con il comune di Lecco. Situata in adiacenza alla carreggiata nord dell'odierna strada statale 36, faceva parte di un complesso fortilizio di cui oggi rimangono solo ruderi.

## Storia
Negli "Annali Sacri della Diocesi di Como" era citata la presenza di un castello sul ramo orientale del lago, ma l'identificazione con la Torraccia viene difficile alla maggior parte degli storici. Invece la più probabile data di costruzione è il XII secolo. 
Alippi cerca di dare una datazione più precisa ponendo la costruzione successiva al 1162, anno in cui a Como si edifica Castel Baradello, molto simile a quella della Torraccia. 
Nel 1420 viene citata da Paolo Giovio come parte di fortificazioni poste a controllo del passo di Calodrio.
Con la costruzione della strada statale SS36 nel 1928 i già pochi ruderi presenti a lago vengono distrutti, la torre invece non viene toccata. Nel 1968 la torre è al centro di pesanti restauri che portano alla ricostruzione del lato verso Lecco in laterizio al fine di aumentare la stabilità della struttura. L'edificio attualmente appartiene alle Ferrovie dello Stato.

## Descrizione
La planimetria della torre ha forma rettangolare con lati di 8.2 per 7.6 metri e 14 metri circa in altezza, presenta mura a bugnato spesse alla base circa 1 metro. Della struttura originaria rimangono intatti solo 3 muri, invece il quarto è stato opera di pesanti restauri negli anni Sessanta che ne hanno ricreato la struttura originaria in laterizio.
La struttura presentava 5 o 6 piani coronati da una copertura con due falde a spiovente orientate verso nord e sud, sulla parete a nord sono presenti due monofore, la parete a monte ne ha solo una in corrispondenza della zona centrale. I varchi principali sono rivolti verso Abbadia e verso monte, possiamo poi ipotizzarne altre due verso ovest e nord che potessero consentire un disimpegno o una risalita verso la montagna. I numerosi fori presenti su tutte le pareti originali dovevano fungere da supporto peer le travi durante la costruzione, ma anche per consentire l'uso della balestra. Il materiale utilizzato è pietra calcarea non di provenienza locale. I massi sono ben squadrati tranne alcuni angolari.
La struttura aveva prevalentemente funzione difensiva e di avvistamento, anche se non in una posizione ideale, questo fa propendere alcuni storici per una funzione anche di dogana. Probabilmente la struttura doveva proseguire fino al lago e sbarrare il passaggio per ottenere dazi.